# السيد بينيت والسيدة براون

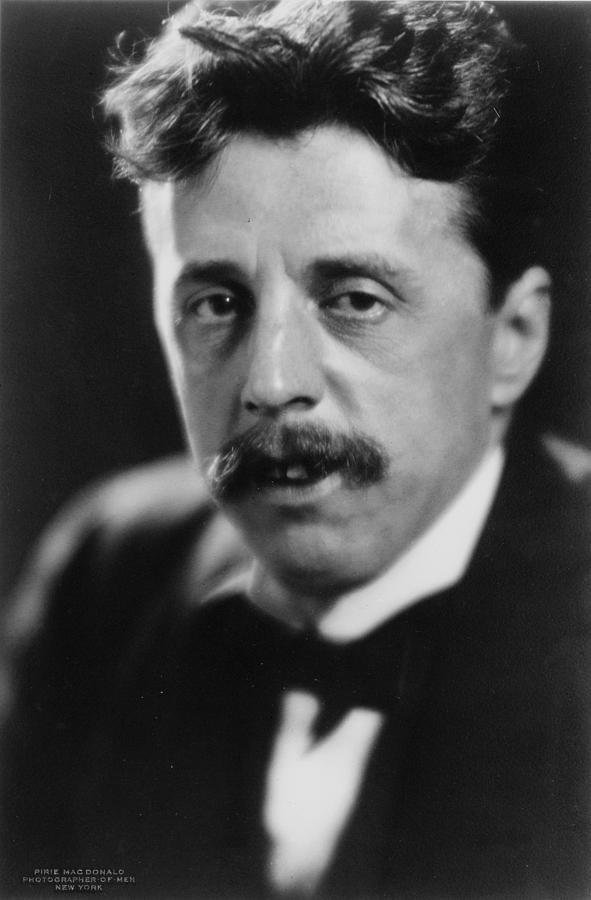
أرنولد بينيت في عام 1922

السيد بينيت والسيدة براون هو مقال بقلم فيرجينيا وولف نُشر عام 1924 عن الحداثة.

## تاريخ
كتب الكاتب أرنولد بينيت مراجعة لرواية "غرفة يعقوب" لوولف (1922) في مجلة كاسيل ويكلي [الإنجليزية] في مارس 1923، مما دفع وولف إلى دحضها. وسجلت في مذكراتها في يونيو أن بينيت اتهمها بالكتابة عن شخصيات لا تستطيع البقاء على قيد الحياة. ونشر ردها في الولايات المتحدة في مجلة Nation and Athenaeum [الإنجليزية] في ديسمبر باسم السيد بينيت والسيدة براون. شجعها الرد على تطوير أفكارها حول النسبية الثقافية بشكل أكبر. وفي العام التالي قدمت هذه الأفكار في ورقة بحثية تمت قراءتها أمام جمعية الهرطقة، في جامعة كامبريدج في 18 مايو 1924. طلب منها إليوت، محرر المعيار آنذاك، مقالًا، وقدمت محاضرتها التي نُشرت في يوليو تحت عنوان شخصية في الخيال ثم نشرتها مطبعة هوغارث [الإنجليزية] في 30 أكتوبر 1924 تحت عنوانها الأصلي بالترتيب الأول (No. 1) من مقالات هوغارث (1924-1926). رسمت الغلاف فانيسا بيل.

## فهرس
- Majumdar، Robin؛ McLaurin، Allen (2003) [1975]. Virginia Woolf: The critical heritage. روتليدج (دار نشر). ISBN:978-1-134-72404-8. مؤرشف من الأصل في 2023-11-07.
- British Library (2018). "'Mr. Bennett and Mrs. Brown' by Virginia Woolf". 20th century collection. مؤرشف من الأصل في 2023-06-05. اطلع عليه بتاريخ 2018-04-03.
- Hovanec، Cari. "Cambridge Heretics Society". Literature and Science in Modern Britain. مؤرشف من الأصل في 2023-11-24. اطلع عليه بتاريخ 2018-04-03.
- Woolf، Virginia (1924). "Character in Fiction". Sally Greene, جامعة فرجينيا. مؤرشف من الأصل في 2023-04-25. اطلع عليه بتاريخ 2018-04-03.